# سیمون تاسکون
سیمون تاسکون (انگلیسی: Simone Tascone؛ زادهٔ ۱۸ دسامبر ۱۹۹۷) بازیکن فوتبال است.